# Ковингтон, Роберт
Роберт Ковингтон (англ. Robert Covington; род. 14 декабря 1990, Белвуд, Иллинойс) — американский профессиональный баскетболист, в последнее время выступавший в Национальной баскетбольной ассоциации за клуб «Филадельфия Севенти Сиксерс».

## Профессиональная карьера

### Хьюстон Рокетс (2013—2014)
Будучи не выбранным на драфте НБА 2013 года Ковингтон присоединился к «Хьюстон Рокетс» для участия в Летней лиге 2013 года. 15 июля 2013 года он подписал многолетнее соглашение с «Хьюстон Рокетс». 18 января 2014 года он дебютировал в НБА, проведя на площадке в общей сложности 54 секунды. В своём первом сезоне Ковингтон в основном играл за фарм-клуб «Рокетс» в Д-Лиге «Рио-Гранде Вэллей Вайперс».
3 февраля 2014 года Ковингтон был вызван на Матч всех звёзд Д-Лиги 2014 года. 19 апреля 2014 года он был назван лучшим новичком года в Д-Лиге.
В июле 2014 года Ковингтон вновь присоединился к «Рокетс» для участия в Летней лиге. 27 октября 2014 года он был отчислен из стана «Хьюстон Рокетс».

### Филадельфия Севенти Сиксерс (2014—2018)

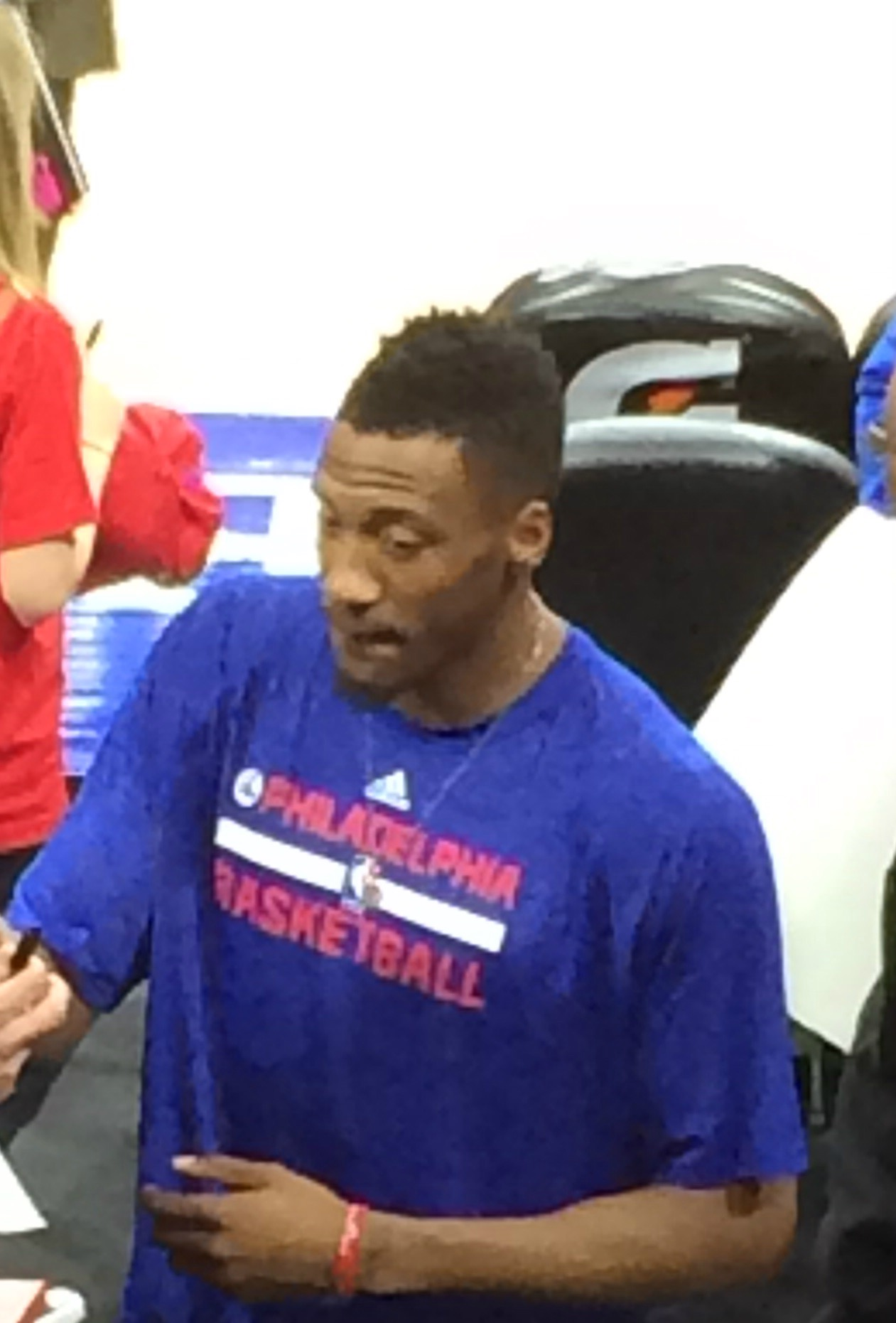
Ковингтон в Филадельфии

1 ноября 2014 года Ковингтон был выбран под 1-м номером драфта Д-Лиги 2014 года командой «Гранд-Рапидс Драйв». 15 ноября он подписал контракт с клубом НБА «Филадельфия Севенти Сиксерс», не проведя ни одного матча за «Гранд-Рапидс Драйв». Через два дня он дебютировал за новую команду в матче против «Сан-Антонио Спёрс».
27 ноября 2015 года он побил свой личный рекорд результативности, набрав 28 очков и сделав 8 перехватов в проигранном матче против «Хьюстон Рокетс». 1 декабря он набрал 23 очка в матче против «Лос-Анджелес Лейкерс», что стало лучшим результатом среди всех баскетболистов в игре, эти очки помогли «Севенти Сиксерс» прервать 28-матчевую проигрышную серию, которая началась 27 марта 2015 года и продолжилась в сезоне 2014—2015 годов.
17 ноября 2017 года подписал 4-летний контракт с «Филадельфией» на 62 млн долларов. В мае 2018 года по итогам сезона 2017/18 был назван в первой сборной звёзд защиты НБА.

### Миннесота Тимбервулвз (2018—2020)
12 ноября 2018 года был обменян в «Миннесоту Тимбервулвз» вместе с Дарио Шаричем, Джерридом Бэйлессом и выбором во втором раунде драфта 2022 года на Джимми Батлера и Джастина Паттона. Спустя два дня Роберт дебютировал за «Тимбервулвз», набрав 13 очков и сделав 7 подборов в игре против «Нью-Орлеан Пеликанс» (107-100).

### Хьюстон Рокетс (2020)
5 февраля 2020 года Ковингтон вернулся в «Хьюстон» в результате четырёхстороннего обмена с участием 12 игроков.

### Портленд Трэйл Блэйзерс (2020—2022)
22 ноября 2020 года Ковингтон был обменян в «Портленд Трэйл Блэйзерс», взамен «Хьюстон» получил Тревора Аризу, драфт права на Айзею Стюарта и условный выбор в будущем первом раунде драфта.

### Лос-Анджелес Клипперс (2022—2023)
4 февраля 2022 года Ковингтон был обменян вместе с Норманом Пауэллом в «Лос-Анджелес Клипперс» на Эрика Бледсо, Кеона Джонсона, Джастиса Уинслоу и выбор во втором раунде драфта 2025 года. 1 апреля Ковингтон набрал максимальные за карьеру 43 очка, а также восемь подборов и три блока в победе над «Милуоки Бакс». Он также забил 11 трехочковых, установив рекорд «Клипперс» по количеству трехочковых бросков за игру. 8 мая Ковингтон подписал с «Клипперс» соглашение о продлении контракта на два года и 24 миллиона долларов.

### Филадельфия Севенти Сиксерс (2023—2024)
1 ноября 2023 года «Филадельфия Севенти Сиксерс» приобрела Ковингтона, Маркуса Морриса, Кеньона Мартина (младшего) и Николя Батюма у «Клипперс» в обмен на Джеймса Хардена, Пи Джея Такера и Филипа Петрушева. В рамках сделки «Клипперс» передали «Сиксерс» выбор первого раунда драфта, два выбора второго раунда драфта, право на обмен пиками и денежную компенсацию, а также отправили право на обмен пиками и денежную компенсацию в «Оклахома-Сити Тандер».

## Статистика

### Статистика в НБА
| Сезон                                                                                    | Команда     | Регулярный сезон | Регулярный сезон | Регулярный сезон | Регулярный сезон | Регулярный сезон | Регулярный сезон | Регулярный сезон | Регулярный сезон | Регулярный сезон | Регулярный сезон | Регулярный сезон | Серия плей-офф | Серия плей-офф | Серия плей-офф | Серия плей-офф | Серия плей-офф | Серия плей-офф | Серия плей-офф | Серия плей-офф | Серия плей-офф | Серия плей-офф | Серия плей-офф |
| Сезон                                                                                    | Команда     | GP               | GS               | MPG              | FG%              | 3P%              | FT%              | RPG              | APG              | SPG              | BPG              | PPG              | GP             | GS             | MPG            | FG%            | 3P%            | FT%            | RPG            | APG            | SPG            | BPG            | PPG            |
| ---------------------------------------------------------------------------------------- | ----------- | ---------------- | ---------------- | ---------------- | ---------------- | ---------------- | ---------------- | ---------------- | ---------------- | ---------------- | ---------------- | ---------------- | -------------- | -------------- | -------------- | -------------- | -------------- | -------------- | -------------- | -------------- | -------------- | -------------- | -------------- |
| 2013/14                                                                                  | Хьюстон     | 7                | 0                | 4,8              | 42,9             | 36,4             | -                | 0,7              | 0,0              | 0,3              | 0,0              | 2,3              | Не участвовал  | Не участвовал  | Не участвовал  | Не участвовал  | Не участвовал  | Не участвовал  | Не участвовал  | Не участвовал  | Не участвовал  | Не участвовал  | Не участвовал  |
| 2014/15                                                                                  | Филадельфия | 70               | 49               | 27,9             | 39,6             | 37,4             | 82,0             | 4,5              | 1,5              | 1,4              | 0,4              | 13,5             | Не участвовал  | Не участвовал  | Не участвовал  | Не участвовал  | Не участвовал  | Не участвовал  | Не участвовал  | Не участвовал  | Не участвовал  | Не участвовал  | Не участвовал  |
| 2015/16                                                                                  | Филадельфия | 67               | 49               | 28,4             | 38,5             | 35,3             | 79,1             | 6,3              | 1,4              | 1,6              | 0,6              | 12,8             | Не участвовал  | Не участвовал  | Не участвовал  | Не участвовал  | Не участвовал  | Не участвовал  | Не участвовал  | Не участвовал  | Не участвовал  | Не участвовал  | Не участвовал  |
| 2016/17                                                                                  | Филадельфия | 67               | 67               | 31,6             | 39,9             | 33,3             | 82,2             | 6,5              | 1,5              | 1,9              | 1,0              | 12,9             | Не участвовал  | Не участвовал  | Не участвовал  | Не участвовал  | Не участвовал  | Не участвовал  | Не участвовал  | Не участвовал  | Не участвовал  | Не участвовал  | Не участвовал  |
| 2017/18                                                                                  | Филадельфия | 80               | 80               | 31,6             | 41,3             | 36,9             | 85,3             | 5,4              | 2,0              | 1,7              | 0,9              | 12,6             | 10             | 8              | 28,1           | 32,5           | 31,3           | 75,0           | 5,3            | 2,5            | 1,1            | 0,9            | 8,1            |
| 2018/19                                                                                  | Филадельфия | 13               | 13               | 33,8             | 42,7             | 39,0             | 73,9             | 5,2              | 1,1              | 1,8              | 1,8              | 11,3             | Не участвовал  | Не участвовал  | Не участвовал  | Не участвовал  | Не участвовал  | Не участвовал  | Не участвовал  | Не участвовал  | Не участвовал  | Не участвовал  | Не участвовал  |
| 2018/19                                                                                  | Миннесота   | 22               | 22               | 34,7             | 43,3             | 37,2             | 77,3             | 5,7              | 1,5              | 2,3              | 1,1              | 14,5             | Не участвовал  | Не участвовал  | Не участвовал  | Не участвовал  | Не участвовал  | Не участвовал  | Не участвовал  | Не участвовал  | Не участвовал  | Не участвовал  | Не участвовал  |
| 2019/20                                                                                  | Миннесота   | 48               | 47               | 29,4             | 43,5             | 34,6             | 79,8             | 6,0              | 1,2              | 1,7              | 0,9              | 12,8             | Не участвовал  | Не участвовал  | Не участвовал  | Не участвовал  | Не участвовал  | Не участвовал  | Не участвовал  | Не участвовал  | Не участвовал  | Не участвовал  | Не участвовал  |
| 2019/20                                                                                  | Хьюстон     | 22               | 21               | 33,0             | 39,2             | 31,5             | 80,0             | 8,0              | 1,5              | 1,6              | 2,2              | 11,6             | 12             | 12             | 31,6           | 49,5           | 50,0           | 85,7           | 5,0            | 1,3            | 2,5            | 1,1            | 11,2           |
| 2020/21                                                                                  | Портленд    | 70               | 70               | 32,0             | 40,1             | 37,9             | 80,6             | 6,7              | 1,7              | 1,4              | 1,2              | 8,5              | 6              | 6              | 38,0           | 50,0           | 50,0           | 90,0           | 7,8            | 1,2            | 1,5            | 1,0            | 9,3            |
| 2021/22                                                                                  | Портленд    | 48               | 40               | 29,8             | 38,1             | 34,3             | 83,3             | 5,7              | 1,4              | 1,5              | 1,3              | 7,6              | Не участвовал  | Не участвовал  | Не участвовал  | Не участвовал  | Не участвовал  | Не участвовал  | Не участвовал  | Не участвовал  | Не участвовал  | Не участвовал  | Не участвовал  |
| 2021/22                                                                                  | Клипперс    | 23               | 2                | 22,1             | 50,0             | 45,0             | 84,8             | 5,1              | 1,0              | 1,3              | 1,2              | 10,4             | Не участвовал  | Не участвовал  | Не участвовал  | Не участвовал  | Не участвовал  | Не участвовал  | Не участвовал  | Не участвовал  | Не участвовал  | Не участвовал  | Не участвовал  |
| 2022/23                                                                                  | Клипперс    | 48               | 0                | 16,2             | 44,5             | 39,7             | 75,0             | 3,5              | 1,2              | 0,8              | 0,7              | 6,0              | 2              | 0              | 6,0            | 0,0            | 0,0            | -              | 1,0            | 1,0            | 0,0            | 0,5            | 0,0            |
| 2023/24                                                                                  | Клипперс    | 3                | 3                | 23,1             | 33,3             | 25,0             | 50,0             | 2,7              | 2,3              | 2,0              | 0,7              | 3,0              | Не участвовал  | Не участвовал  | Не участвовал  | Не участвовал  | Не участвовал  | Не участвовал  | Не участвовал  | Не участвовал  | Не участвовал  | Не участвовал  | Не участвовал  |
| 2023/24                                                                                  | Филадельфия | 26               | 3                | 16,1             | 44,9             | 35,4             | 87,5             | 3,4              | 0,7              | 1,3              | 0,6              | 4,5              | Не участвовал  | Не участвовал  | Не участвовал  | Не участвовал  | Не участвовал  | Не участвовал  | Не участвовал  | Не участвовал  | Не участвовал  | Не участвовал  | Не участвовал  |
|                                                                                          | Всего       | 614              | 466              | 28,2             | 40,9             | 36,2             | 81,1             | 5,5              | 1,4              | 1,5              | 0,9              | 10,8             | 30             | 26             | 30,0           | 42,4           | 42,9           | 81,8           | 5,4            | 1,7            | 1,7            | 1,0            | 9,0            |
| Наведите курсор мыши на аббревиатуры в заголовке таблицы, чтобы прочесть их расшифровку. |             |                  |                  |                  |                  |                  |                  |                  |                  |                  |                  |                  |                |                |                |                |                |                |                |                |                |                |                |

### Статистика в Джи-Лиге
| Сезон                                                                                    | Команда                   | Регулярный сезон | Регулярный сезон | Регулярный сезон | Регулярный сезон | Регулярный сезон | Регулярный сезон | Регулярный сезон | Регулярный сезон | Регулярный сезон | Регулярный сезон | Регулярный сезон | Серия плей-офф | Серия плей-офф | Серия плей-офф | Серия плей-офф | Серия плей-офф | Серия плей-офф | Серия плей-офф | Серия плей-офф | Серия плей-офф | Серия плей-офф | Серия плей-офф |
| Сезон                                                                                    | Команда                   | GP               | GS               | MPG              | FG%              | 3P%              | FT%              | RPG              | APG              | SPG              | BPG              | PPG              | GP             | GS             | MPG            | FG%            | 3P%            | FT%            | RPG            | APG            | SPG            | BPG            | PPG            |
| ---------------------------------------------------------------------------------------- | ------------------------- | ---------------- | ---------------- | ---------------- | ---------------- | ---------------- | ---------------- | ---------------- | ---------------- | ---------------- | ---------------- | ---------------- | -------------- | -------------- | -------------- | -------------- | -------------- | -------------- | -------------- | -------------- | -------------- | -------------- | -------------- |
| 2013/14                                                                                  | Рио-Гранде Вэллей Вайперс | 42               | 41               | 34,1             | 44,0             | 37,0             | 84,3             | 9,2              | 1,7              | 2,4              | 1,4              | 23,2             | 6              | 6              | 37,7           | 39,8           | 24,5           | 90,5           | 8,7            | 2,7            | 2,7            | 1,3            | 17,5           |
|                                                                                          | Всего                     | 42               | 41               | 34,1             | 44,0             | 37,0             | 84,3             | 9,2              | 1,7              | 2,4              | 1,4              | 23,2             | 6              | 6              | 37,7           | 39,8           | 24,5           | 90,5           | 8,7            | 2,7            | 2,7            | 1,3            | 17,5           |
| Наведите курсор мыши на аббревиатуры в заголовке таблицы, чтобы прочесть их расшифровку. |                           |                  |                  |                  |                  |                  |                  |                  |                  |                  |                  |                  |                |                |                |                |                |                |                |                |                |                |                |

### Статистика в NCAA
| Сезон | Команда        | Conf  | Class | GP  | GS  | MPG  | FG%  | 3P%  | FT%  | RPG | APG | SPG | BPG | PPG  |
| --- | -------------- | ----- | ----- | --- | --- | ---- | ---- | ---- | ---- | --- | --- | --- | --- | ---- |
| 2009/10 | Теннесси Стэйт | OVC   | FR    | 32  | 28  | 27,3 | 42,8 | 38,5 | 79,7 | 6,5 | 1,2 | 1,1 | 1,1 | 11,5 |
| 2010/11 | Теннесси Стэйт | OVC   | SO    | 30  | 30  | 30,8 | 49,8 | 46,0 | 78,2 | 7,5 | 1,2 | 1,5 | 1,0 | 13,3 |
| 2011/12 | Теннесси Стэйт | OVC   | JR    | 33  | 32  | 31,2 | 52,6 | 44,8 | 77,5 | 7,9 | 1,3 | 1,5 | 1,4 | 17,8 |
| 2012/13 | Теннесси Стэйт | OVC   | SR    | 23  | 21  | 31,0 | 43,5 | 38,8 | 85,0 | 8,0 | 1,3 | 2,2 | 1,7 | 17,0 |
| Всего | Всего          | Всего | Всего | 118 | 111 | 30,0 | 47,6 | 42,2 | 80,2 | 7,4 | 1,2 | 1,5 | 1,3 | 14,8 |
| Наведите курсор мыши на аббревиатуры в заголовке таблицы, чтобы прочесть их расшифровку Статистика приведена с сайта sports-reference.com |                |       |       |     |     |      |      |      |      |     |     |     |     |      |